# Kansas (Alabama)
Kansas es un pueblo ubicado en el condado de Walker en el estado estadounidense de Alabama. En el censo de 2000, su población era de 260.

## Demografía
En el 2000 la renta per cápita promedia del hogar era de $ 23.021$, y el ingreso promedio para una familia era de 24.167$. El ingreso per cápita para la localidad era de 13.416$. Los hombres tenían un ingreso per cápita de 25.000$ contra 21.750$ para las mujeres.

## Geografía
Kansas está situado en 33°54′11″N 87°33′24″O / 33.90306, -87.55667 (33.903168, -87.556716)
Según la Oficina del Censo de los EE. UU., la ciudad tiene un área total de 1.00 millas cuadradas (2.59 km²).